# Aleksandrowo (osada w województwie warmińsko-mazurskim)
Aleksandrowo – osada w Polsce położona w województwie warmińsko-mazurskim, w powiecie piskim, w gminie Orzysz. Miejscowość wchodzi w skład sołectwa Pianki.
Do 1954 w granicach miasta Orzysz.
W latach 1975–1998 miejscowość administracyjnie należała do województwa suwalskiego.